# Rosochy (Grądy)
Rosochy – nieoficjalna część wsi Grądy w Polsce, położona w województwie podlaskim, w powiecie monieckim, w gminie Knyszyn.
W latach 1919–1954 miejscowość znajdowała się w granicach miasta Knyszyna.
W latach 1954–1959 wieś należała do gromady Grądy, po jej zniesieniu w gromadzie Zofiówka.
W latach 1975–1998 miejscowość należała administracyjnie do województwa białostockiego.